# Stadtburg Göttingen
Die Göttinger Stadtburg, auch Bolruz, Ballerhus oder Balrus genannt, ist eine abgegangene Landesburg des Herzogtums Braunschweig-Lüneburg im Nordosteck der Altstadt der niedersächsischen Stadt Göttingen.

## Geschichte
Die Stadt Göttingen ist vermutlich zwischen 1160 und 1170 durch Heinrich den Löwen gegründet worden, über die Verleihung der Stadtrechte existiert keine schriftliche Überlieferung. Die Stadt erscheint 1202 bei der welfischen Güterteilung als ein Zentralort. Die Burg war aber wahrscheinlich von Anfang an Bestandteil der Stadtgründung. Sie wurde dennoch erst 1298 erstmals ausdrücklich erwähnt, in den Urkunden erscheint sie auch unter den Namen Bolruz, Balrus oder Ballerhus. Hier saßen die Amtmänner des Herzogtums Braunschweig-Lüneburg. Im Zuge der welfischen Erbteilungen erhielt 1286 Herzog Albrecht der Feiste die Herrschaft über Südniedersachsen. Er wählte Göttingen zu seinem Herrschaftssitz, die Burg dürfte damit zu seiner Residenz geworden sein.
Nach der Wiedervereinigung des welfischen Erbes unter Herzog Otto dem Milden 1318 verlor die Burg vorübergehend an Bedeutung, wurde aber 1345 Sitz des Fürstentums Göttingen. Eine Fehde zwischen der Stadt und Herzog Otto dem Quaden führte dazu, dass die Burg am 28. April 1387 von den Göttinger Bürgern zerstört wurde. Da sich der Konflikt für Göttingen erfolgreich gestaltete und die Stadt ein hohes Maß an Autonomie gegenüber den Herzögen gewann, wurde die Burg nicht wieder aufgebaut.
Eine zum Burgenbau gehörende Planierschicht erbrachte archäologische Funde von der Mitte des 11. Jahrhunderts bis in die Zeit um 1200, was die These einer Entstehung im Zuge der Stadtgründung erhärtet. Eine Besiedelung der Kernburg und die Existenz des Doppelgrabens zwischen Haupt- und Vorburg ist für die Zeit um 1200 nachgewiesen. Um 1250 wurde der bis dahin mindestens 2–3 m innerhalb der Burgfläche verlaufende Stadtwall abgetragen und durch eine Mauer ersetzt. In diesem Zug ist auch der Teil des Doppelgrabens an der Hauptburg verfüllt worden. Erst danach ist das erste, massive Steingebäude auf der Hauptburg nachgewiesen; vermutlich wurde es wie der Bergfried um 1300 errichtet. Auf diesen ersten Bau folgten noch zwei weitere Bauphasen. 1344 wird in der schriftlichen Überlieferung eine Kemenate des Herzogs erwähnt. 
Zwischen 1367 und 1370 wurde der Befestigungsring um Göttingen erweitert, die Burg befand sich seitdem nicht mehr in der äußersten Nordostecke der Stadt. In Folge der Zerstörung der Burg 1386 wurde um 1400 der äußere Graben der Vorburg zugefüllt und von einem Gebäude überbaut.

## Beschreibung und archäologische Befunde
Die Burg lag in der Nordostecke der Stadtbefestigung und war durch einen Burggraben von der Stadt getrennt. Um 1800 waren laut einer Zeichnung noch Reste der Burg vorhanden.
Die 1982–1984 und 1989/90 durch die Göttinger Stadtarchäologie unternommenen Ausgrabungen ergaben eine Aufteilung in Haupt- und Vorburg, die durch einen Doppelgraben von insgesamt 21,50 m Breite und 5,60 m Tiefe voneinander getrennt waren. Auf den Innenseiten der Gräben wurden weder Spuren einer Mauer noch eines Walls aufgefunden. Die rechteckige Hauptburg nahm ein Areal von ca. 38 × 26 m Größe ein. Von ihrer Innenbebauung wurden die Ausbruchgruben eines runden Bergfrieds von 7,50 m Durchmesser im Zentrum erfasst, dazu Fundamentreste von drei übereinander liegenden Gebäuden. In der westlich gelegenen Vorburg zeugten nur wenige Spuren von der ehemaligen Bebauung. Ihr westliches Ende wurde bei den Ausgrabungen nicht erfasst, die genaue Ausdehnung der Burg ist somit unbekannt.